# Stoycho Breskovski

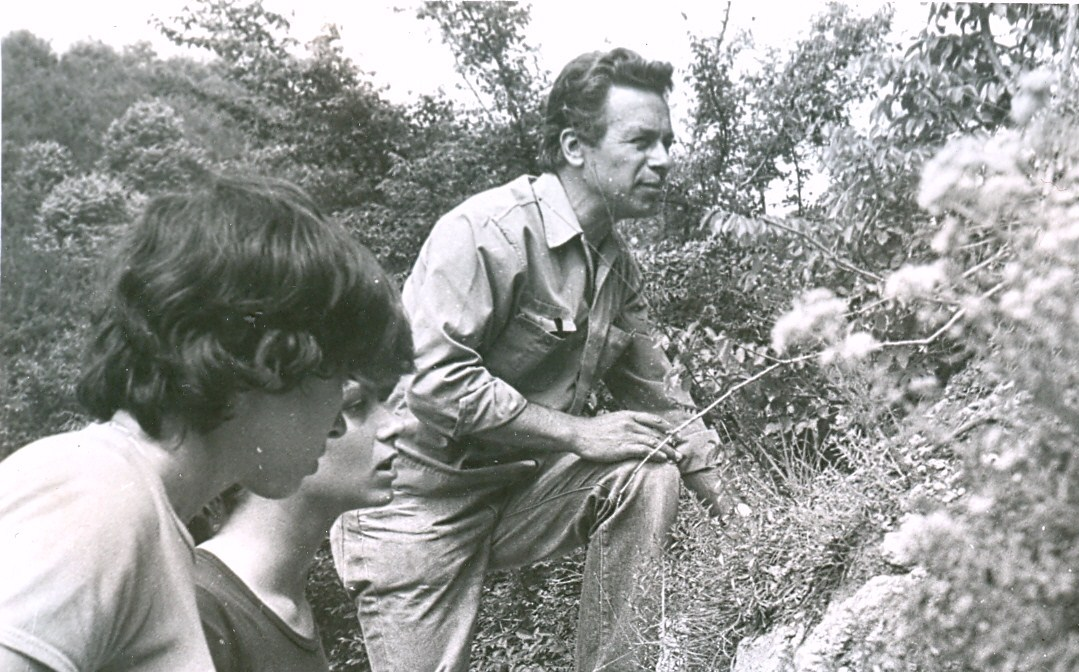
Stoycho Breskovski

Stoicho Vassilev Breskovski (bulgarisch Стойчо Василев Бресковски, Stoitscho Wassilew Breskowski; * 25. Dezember 1934 in Granit, Stara Zagora, Bulgarien; † 15. Januar 2004 in Sofia, Bulgarien) war ein bulgarischer Paläontologe.

## Leben
Breskovskis Vater Vassil war Lehrer und arbeitete später auch als Lektor, die Mutter Parashkeva Breskovska war Lehrerin in Plovdiv. Stoicho besuchte dort ab 1948 das Gymnasium. 1953 bis 1958 studierte Breskovski Geologie in Sofia an der Kliment-Ohridski-Universität. Er promovierte dort 1974 bei Vassil Tzankov und habilitierte sich 1981. Von 1975 bis 1995 war Breskovski Kurator und Wissenschaftlicher Mitarbeiter der paläontologischen Sammlung des Museums für Naturgeschichte in Sofia. Von 2001 bis zu seinem Tod arbeitete er am Museum der Paläontologie an der Universität Sofia. Stoicho Breskovski verstarb nach langer Herzkrankheit im 70. Lebensjahr.
Breskovskis Spezialgebiet waren die Ammoniten aus der Unterkreidezeit (Barremium). Er war aber auch sehr an den Folgerungen der paläontologischen Forschung für die Evolutionstheorie, Paläoökologie, Geochronologie und Chronostratigraphie interessiert. Verdient machte er sich auch um Kontakte mit Kollegen aus Europa, vor allem aus Frankreich.
Ihm zu Ehren wurden verschiedene Arten benannt, darunter die Ammoniten der Unterkreidezeit Plesiospitidiscus breskovskii Cecca et al., 1998 und Montenesiceras breskovskii Vaŝiĉek et al., 2013.

## Werke
- V. Tzankov, S. Breskovski (1985), Ammonites des familles Holcodiscidae Spath, 1924 et Astieridiscidae Tzankov & Breskovski, 1982. Description paleontologique, Geologica Balcanica, 15.5., 3-53.
- St. Breskovski (1967), Eleniceras - genre nouveau d'ammonites hautériviens, Bull. Geol. Inst., Ser. Paleontology, 16: 47-52.
- St. Breskovski (1977), Genres nouveaux du Crétacé inférieur de la famille Desmoceratidae Zittel, 1895 (Ammonoidea). C.R. Acad. bulg. Sci., 30, 10; 1463-65.
- St Breskovski (1977), Sur la classification de la famille Desmoceratidae Zittel, 1895 (Ammonoidea, Crétacé), C. R. Acad. bul. sci, 30, 6: 891-4.
- S. Breskovski, T. Nikolov (1978), On a new ammonite species - Tropaeum rasgradensis sp. n. (Ammonoidea) from SE Bulgaria, C. R. Acad. bulg. sci., 31, 7; 901-3.
- Стойчо Бресковски (1966), Биостратиграфия на барема южно от Брестак, Варненско, Тр. Геолог Бълг., сер. Палеонтология, 8, 71-121.